# Отеро, Ромуло
Ромуло Отеро Васкес (исп. Rómulo Otero Vásquez; родился 9 ноября 1992 года в Каракас, Венесуэла) — венесуэльский футболист, полузащитник клуба «Аукас (Кито)» и сборной Венесуэлы.

## Клубная карьера
Отеро начал карьеру в клубе «Каракас» из своего родного города. В 2009 году он дебютировал в венесуэльской Примере. 12 декабря 2010 в матче против «Саморы» Ромуло забил свой первый гол за столичную команду. В том же году он стал чемпионом страны и завоевал Кубок Венесуэлы.
Летом 2015 года после окончания контракта Ромуло перешёл в чилийский «Уачипато». 8 августа в матче против «Депортес Икике» он дебютировал за чилийской Примере. В этом же поединке Отеро забил свой первый гол за новую команду.
Летом 2016 года Ромуло перешёл в бразильский «Атлетико Минейро». 5 августа в матче против «Сан-Паулу» он дебютировал в бразильской Серии A. 13 сентября в поединке против «Флуминенсе» Отеро забил свой первый гол за «Атлетико Минейро». 19 ноября 2017 года в матче против «Куритибы» он забил гол с центра поля. В конце года появилась информация о заинтересованности в Отеро со стороны московского ЦСКА.

## Международная карьера
23 мая 2013 года в отборочном матче чемпионата мира 2014 против сборной Аргентины Отеро дебютировал за сборную Венесуэлы. 10 сентября в поединке против сборной Перу Ромуло забил свой первый гол за национальную команду.
В 2016 году Отеро принял участие в Кубке Америки в США. На турнире он сыграл в матчах против команд Ямайки, Уругвая и Мексики.

### Голы за сборную Венесуэлы
| #   | Дата             | Место                                             | Противник | Счёт | Результат | Соревнование                     |
| --- | ---------------- | ------------------------------------------------- | --------- | ---- | --------- | -------------------------------- |
| 01. | 10 сентября 2013 | Хосе Антонио Ансоатеги, Пуэрто-ла-Крус, Венесуэла | Перу      | 3:1  | 3:2       | Чемпионат мира 2014 квалификация |
| 02. | 5 марта 2014     | Олимпико Метрополитано, Сан-Педро-Сула, Гондурас  | Гондурас  | 1:1  | 2:1       | Товарищеский матч                |
| 03. | 24 марта 2016    | Национальный стадион, Лима, Перу                  | Перу      | 2:2  | 3:2       | Товарищеский матч                |
| 04. | 29 марта 2016    | Агустин Товар, Баринас, Венесуэла                 | Чили      | 1:0  | 1:4       | Чемпионат мира 2018 квалификация |

## Достижения
Командные
 «Каракас»
- Чемпионат Венесуэлы по футболу — 2009/2010
- Обладатель Кубка Венесуэлы — 2010
- Обладатель Кубка Венесуэлы — 2014